# Cayo Blanquizal
Cayo Blanquizal es una isla que pertenece a Cuba y se encuentra localizada en el mar Caribe, siendo parte del archipiélago de Sabana-Camagüey, en el subrupo de islas conocido como Sección Sabana, en las coordenadas geográficas 23°08′54″N 80°24′55″O / 23.14833, -80.41528, al sureste de Cayo Bahía de Cádiz, al este de Boca de Alcatraces, al norte de Cayo Basura y Cayo Negro Malo y al noroeste de Cayo Alcatraces. Administrativamente hace parte de la provincia cubana de Villa Clara.